# Ceraphron speculiger
Ceraphron speculiger is een vliesvleugelig insect uit de familie van de Ceraphronidae. De wetenschappelijke naam van de soort is voor het eerst geldig gepubliceerd in 1989 door Dessart & Cancemi.